# 南庄鄉 (台灣)
南庄鄉（臺灣客家語四縣腔：namˇ zongˊ hiongˊ，海陸腔：nam zongˋ hiongˋ；賽夏語：pinSa'o:ol ）位於臺灣苗栗縣東北部，中港溪上游地帶。南邊為泰安鄉，西南為獅潭鄉，西北為三灣鄉，東北至東分別為新竹縣峨眉鄉、北埔鄉及五峰鄉。鄉內居民頗為多元，以客家人為最多(約占8成3左右)（四縣腔為主，少數為海陸腔），其次為原住民族（賽夏族、泰雅族）、外省人及福佬人，其中賽夏族人口約有1,300多人，是臺灣賽夏族人口最多的鄉鎮。全鄉均納入參山國家風景區範圍內。

## 鄉名
南庄鄉以鄉治所在地，也是全鄉最大聚落的南庄而命名。南庄聚落古名「南莊」，是因為位於較早開發的田尾莊（今田美村）之南而得名，日治時期始改名南庄，二戰後改為南庄鄉；有別於其他鄉鎮，二戰後日本行政區中的「街」改為鎮，「庄」則改為鄉；例如頭份街改為頭份鎮，公館庄改為公館鄉；但由於南庄僅二字，因此僅短暫改為南鄉，不久旋即保留庄字，成為南庄鄉。

## 歷史
在有歷史記載以前，南庄地區為原住民賽夏族、泰雅族的生活範圍。明鄭時期（1661年－1683年），劃新港溪（今鹽水溪）以北為天興縣（其後改制為天興州）。此地由於深處內陸，仍無漢人入墾，官府並未實質管轄。永曆三十六年（1682年），竹塹地區的新港、中港、後壠等社壯丁被徵召運送兵餉，因不堪受虐而反抗。這些社丁遭明鄭官兵討伐後，逃入內灣（今三灣鄉內灣村）、三灣、大南埔（今南庄鄉南富村）、獅潭等地，其後因鄭克塽的招撫政策，大多返回原居地。此為最早有人進入南庄的紀錄。
永曆三十七年（1683年），明鄭戰敗降清，時為清康熙二十二年。隔年清政府設一府三縣，南庄地區歸諸羅縣。雍正元年（1723年），析大甲溪以北為淡水廳，南庄地區屬之。乾隆二十六年（1761年），北台灣設「土牛溝」作為漢人開墾之界限。今南庄鄉全境位於土牛溝以東，仍無漢人入墾。
嘉慶十餘年間（1805年－1814年），廣東嘉應州人黃祈英（又名斗乃）隻身渡台。初至斗換坪（今頭份市斗煥里），與原住民交易；其後受原住民之邀進入田尾（今南庄鄉田美村），娶原住民女子為妻，落居務農為生，為漢入開墾南庄地區之始。其後黃祈英邀請於臺中結識之張大滿、張細滿，後來三人結拜為異姓兄弟，一同移入南庄，亦娶原住民女為妻。三人合力開墾南庄，產業均分。
道光六年（1826年），彰化地區閩粵械鬥，黃祈英等人乘機帶領原住民焚殺中港庄民。清政府為防範漢人入山與原住民合作起亂，遂於三灣設隘並派屯兵防守。道光十二年（1832年），把總向仁鎰駐守三灣，招黃祈英二子黃允明、黃允連為社丁，並將都壢口沿岸（今南庄鄉田美村、獅山村）一帶給予二人備本建隘、開圳成田。隨後又派兵於屯營莊（今南庄鄉員林村屯營）成立一支屯，閩粵移民紛紛進入開墾。至道光十三、四年間（1833－1834年），南庄街市集形成。
同治十三年（1874年）牡丹社事件發生後，清廷改採「開山撫番」、增設府縣的政策。隔年，「淡新分治」，南庄地區改隸新成立的新竹縣。
光緒七年（1881年），福建巡撫岑毓英准林汝梅墾南庄荒埔，組織「金東合」墾號。林汝梅遂與黃允明合作開墾獅里興、獅頭驛一帶。因漢人移入日多，遂將三灣隘移駐南庄。
光緒十三年（1887年），獅里興社土目日阿拐被立為獅里興社長，並獲六品軍功職銜。其時因樟樹多，遂有製腦業者進入採腦。光緒二十一年（1895年），台灣割讓予日本，時為日明治二十八年。
日治初期，台灣行政區劃異動頻繁，南庄地區初隸臺北縣，一度拆分臺北縣而改隸新竹縣，不久新竹縣又被合併而仍隸臺北縣。直至明治三十四年（1901年）實行二十廳制，南庄地區改隸新竹廳南庄支廳，行政區劃才算穩定下來。
日治時期制訂規章許可製腦，並鼓勵日本人入山經營腦業。明治三十五年（1902年），日阿拐不滿日本製腦業者怠慢付工資且強奪祖傳土地，遂聯合泰雅族鹿場社及苗栗、新竹諸社，攻擊南庄支廳及各地隘勇監督所。日方派兵討伐月餘才告平定，史稱「南庄事件」。
大正九年（1920年），廢除廳、支廳、區，改設州、郡、街庄，南庄地區改制為新竹州竹南郡南庄，並設立庄役場，下轄員林、大南埔、四灣、田尾、南庄、北獅里興6個大字，其下有4個小字。昭和二十年（1945年），日本在第二次世界大戰戰敗投降，台灣由中華民國政府接收，時為民國34年。
民國35年（1946年），南庄改制為新竹縣竹南區南鄉，原竹南郡蕃地（範圍大約是南江村南側、蓬萊村以及東河村）沒有循其他蕃地改制為原住民鄉，而是併入南鄉，共設10個村。稍後再改名南庄鄉。民國39年（1950年）廢區，南庄鄉改隸新成立的苗栗縣，以迄於今。民國65年（1976年），風美村併入東河村，成為9個村。由於原住民人口與地區占南庄鄉不如漢人，因此南庄鄉沒有成為高山原住民鄉，但列為平地原住民鄉。

## 地理

### 位置與地形
南庄鄉面積為165.49平方公里，為全縣第二大鄉鎮，僅次於泰安鄉。鄉內多丘陵與山地，農耕地約1,763公頃，主要分佈於南富村、員林村之中港溪南岸河谷平原。全鄉海拔從120公尺到2,200餘公尺，由西北而東南地勢漸高，主要分為加里山塊與八卦力山塊兩大山系。

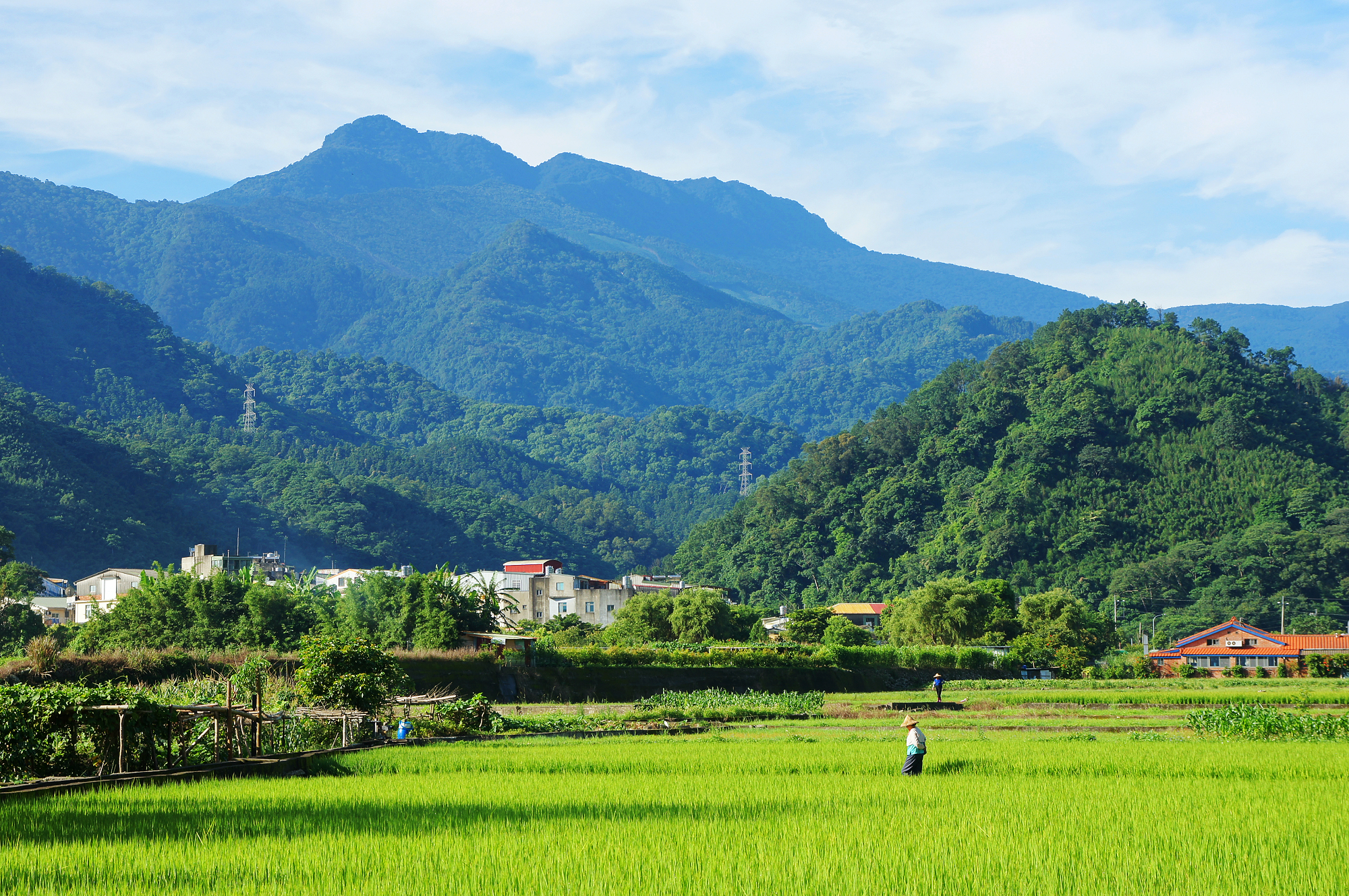
自南庄眺望加里山（左側最高峰）

加里山塊為加里山山脈最高部分，以加里山、鹿場大山為中心，稜脈呈放射狀分布。加里山標高2,220公尺，其西面均為相對低矮的山丘。由苗栗平原向東眺望，近處為低矮的墨硯山、中間為高度居中的八角崠山脈，遠處則為氣勢雄偉的加里山，三者層次分明，清朝時期曾以「三台疊翠」而被列入苗栗縣八景之一。
鹿場大山標高2,616公尺，位居加里山東面，直線距離約五公里，兩者以低階的稜脈相連。該山山勢雖然更高，但因受加里山阻隔而無法於人口聚集的苗栗平原望見，其知名度反而不及。鹿場大山北稜線經比林山（1,881公尺）、大窩山（1,614公尺）、鳥嘴山（1,551公尺）、鵝公髻山（1,579公尺)，延伸至新竹縣境內的五指山（1,061公尺）。
八卦力山塊自汶水溪北岸烏石壁山（542公尺）向北延伸，經十一份山（751公尺）、八卦力山（1,001公尺）、仙山（976公尺）、福南山（835公尺）、神桌山（762公尺）、象山（455公尺），陡降於中港溪谷，全長約20公里，呈東北一西南走向，是苗栗縣獅潭鄉與泰安、南庄鄉天然分界。八卦力山脈的地層構造，西南與出磺坑油田毗鄰，東北側則與南庄煤層相接。東麓蓬萊一帶，以往是苗栗縣產煤最多的礦區。

### 水文
中港溪是南庄鄉的主要河川，發源於本鄉東南端標高2,616公尺的鹿場大山北坡，源頭稱鹿湖溪，北流至鹿場台地西方，會合源自加里山2,220公尺的風美溪後稱為上港溪。在南庄南側，上港溪與蓬萊溪會流，以下始稱中港溪。蓬萊溪又名南河、小東河，發源於八卦力山北麓，河谷沿大東河斷層線流動，因經蓬萊村原名紅毛館而得名。

### 氣候
南庄鄉屬於亞熱帶氣候區，年平均氣溫約攝氏20.7度。全年最寒冷之1月份平均氣溫達攝氏13.9度，並無顯著之冬季。鄉內雨量由西北平地往東南山地漸增，大部分地區年平均雨量在2,000至3,000公厘之間。加里山區平均雨量高達3,300公厘，充分滋潤山區林地，涵養豐富水源，因而成為後龍溪、中港溪和頭前溪的源流區。

### 人口
根據苗栗縣政府民政處統計，2024年底南庄鄉戶數約3.8千戶，人口約8.7千人，鄉內人口最多與最少的村分別是南江村與西村，2024年底兩村人口分別為1,409人與647人。

## 政治

### 歷任首長

#### 庄長時期（日治）
| 任次  | 姓名       | 到任日期 | 卸任日期 | 備註 |
| ----- | ---------- | -------- | -------- | ---- |
| 第1任 | 角居謙太郎 | 1920年   | 1921年   |      |
| 第2任 | 張春華     | 1921年   | 1925年   |      |
| 第3任 | 張春華     | 1925年   | 1929年   |      |
| 第4任 | 張春華     | 1929年   | 1933年   |      |
| 第5任 | 張春華     | 1933年   | 1936年   |      |
| 第6任 | 張春華     | 1936年   | 1937年   |      |
| 第7任 | 白山吉住   | 1937年   | 1938年   |      |
| 第8任 | 原田益次郎 | 1938年   | 1943年   |      |
| 第9任 | 相澤印三郎 | 1943年   | 1945年   |      |

#### 庄長時期（民國）
| 屆次 | 姓名   | 到任日期  | 卸任日期     | 備註                     |
| ---- | ------ | --------- | ------------ | ------------------------ |
| 官派 | 張春華 | 1946年1月 | 1947年1月3日 | 依日治時期制度而稱為庄長 |

#### 鄉長時期
| 屆次           | 姓名   | 到任日期       | 卸任日期       | 備註               |
| -------------- | ------ | -------------- | -------------- | ------------------ |
| 第1任          | 顏新發 | 1947年1月4日   | 1948年12月31日 | 鄉民代表會選出鄉長 |
| 第2任          | 顏新發 | 1949年1月1日   | 1951年10月31日 | 鄉民代表會選出鄉長 |
| 第1屆          | 顏新發 | 1951年11月1日  | 1953年7月10日  | 民選鄉長（以下同） |
| 第2屆          | 廖月明 | （未就任）     | （未就任）     | 當選無效           |
| 第2屆（補選）  | 顏新發 | 1953年11月1日  | 1956年10月31日 |                    |
| 第3屆          | 絲金英 | 1956年11月1日  | 1960年1月15日  |                    |
| 第4屆          | 絲金英 | 1960年1月16日  | 1964年2月28日  |                    |
| 第5屆          | 顏新發 | 1964年3月1日   | 1968年2月29日  |                    |
| 第6屆          | 黃錦繡 | 1968年3月1日   | 1973年3月31日  |                    |
| 第7屆          | 黃錦繡 | 1973年4月1日   | 1977年12月30日 |                    |
| 代理           | 王有方 | 1977年12月31日 | 1978年2月28日  |                    |
| 第8屆          | 張文光 | （未就任）     | （未就任）     | 就任前亡故         |
| 第8屆（補選）  | 黃運珍 | 1978年3月1日   | 1982年2月28日  |                    |
| 第9屆          | 黃運珍 | 1982年3月1日   | 1986年2月28日  |                    |
| 第10屆         | 邱文貴 | 1986年3月1日   | 1990年2月28日  |                    |
| 第11屆         | 邱文貴 | 1990年3月1日   | 1994年2月28日  |                    |
| 第12屆         | 葉弘俊 | 1994年3月1日   | 1998年1月8日   | 因故停職           |
| 代理           | 曾連秋 | 1998年1月8日   | 1998年2月28日  |                    |
| 第13屆         | 葉弘俊 | 1998年3月1日   | 2002年2月28日  |                    |
| 第14屆         | 李清枝 | 2002年3月1日   | 2006年2月28日  |                    |
| 第15屆         | 李清枝 | 2006年3月1日   | 2010年2月28日  |                    |
| 第16屆         | 賴盛為 | 2010年3月1日   | 2014年12月25日 |                    |
| 第17屆         | 賴盛為 | 2014年12月25日 | 2018年12月25日 |                    |
| 第18屆         | 邱梓增 | 2018年12月25日 | 2020年1月22日  | 當選無效           |
| 代理           | 陳永賢 | 2020年1月22日  | 2020年4月1日   |                    |
| 第18屆（補選） | 羅春蓮 | 2020年4月1日   | 現任           | 首位女鄉長         |

### 鄉政組織
南庄鄉公所是南庄鄉最高層級的地方行政機關，在中華民國政府架構中為鄉自治的行政機關，同時負責執行縣政府及中央機關委辦事項，南庄鄉的自治監督機關為苗栗縣政府。鄉長由全體鄉民直接選舉產生，任期為四年，可連選連任一次。南庄鄉公所並置鄉政會議，為鄉政最高決策機構，在鄉長之下，設有5課2室等7個內部單位及2個附屬機關。
南庄鄉民代表會是南庄鄉的最高民意機關，代表南庄鄉全體鄉民立法和監察鄉政。鄉民代表由公民直選選出，任期為四年，可連選連任。南庄鄉民代表會共有7位鄉民代表，分別為第一選區3席鄉民代表、第二選區1席鄉民代表、第三選區2席鄉民代表、第四選區1席鄉民代表，主席、副主席由7位鄉民代表互選產生。

### 行政區
| 南庄鄉行政區劃                                                       |
| 員 林 村 南富村 田美村 獅山村 西 村 東 村 南 江 村 蓬 萊 村 東 河 村 |

南庄鄉劃分為9個村，鄉治位於東村，各村鄰數、人口數及主要聚落如下表：
| 村名   | 鄰數 | 人口數 | 主要聚落 |
| ------ | ---- | ------ | --- |
| 東 村  | 20   | 1,390  | 南庄（東）、田洋、石駁頭、東村                                                                                 |
| 西 村  | 16   | 789    | 南庄（西）、石爺、大屋坑                                                                                       |
| 田美村 | 17   | 989    | 田美（西）、半山下、大窩、大石壁、菜堂下、桂竹林、烏蛇嘴、烏蛇窩、細湖頂                                       |
| 獅山村 | 22   | 1,043  | 田美（東）、龍門口、本坑、象鼻嘴、獅山下、獅腰、百段崎、都場口、食水窩、茄萣窩                                 |
| 南富村 | 23   | 1,313  | 大南埔（南富）、社寮、四灣、水隴、塘坡窩、坡塘尾、十二股、芎蕉湖                                               |
| 員林村 | 17   | 1,278  | 屯營、北營、下員林、水瓏、小南埔、盪鈀山                                                                       |
| 東河村 | 24   | 1,256  | 東河、蕃婆石、橫屏背、陸隘寮、鵝公髻、三角湖、向天湖、石壁、石門、神仙谷、鹿場（陸家）、鹿湖、鹿山、風美、樂山 |
| 南江村 | 25   | 1,707  | 獅頭驛、下坪、上坪、里金館、石坑、馬果坪、小東河、福南、北獅里興、長崎下                                       |
| 蓬萊村 | 20   | 1,070  | 鱸鰻堀、下庄、上庄、蓬萊（紅毛館）、萊園坪、二坪入口、二坪、神社、四十二分埤、仙山入口、大湳、上大湳、八卦力   |
| 合 計  | 184  | 10,837 | |

## 經濟
南庄鄉的一級產業以農業為主，主要作物則隨時代演變而有所不同。早期作物以水稻糧食為主，後來以桂竹筍、香菇、高冷蔬菜、一葉蘭、金花石蒜等蔬菜及花卉為大宗，近年來則逐漸興起休閒農業。漁業方面因深處內陸，僅有少量鱒魚等高冷魚類的養殖戶。林業方面因政府近年來採取育林政策，故著重於森林資源的保護，主要物種為杉木、油桐、桂竹等。
在二級產業方面，民國40、50年代之採煤礦業曾盛極一時，鄉內的煤礦公司曾多達20餘家，礦工人數達上萬人。其後因開採成本太高，無法與進口煤競爭，均已停業。由於境內多山，平地面積不足，交通又不方便，不利於製造業的發展。全鄉最大的工廠為位於東村的大安電業，員工數僅約70人；較具規模者尚有同村的吉豐造紙、田美村的良營電子等。其餘的工廠多為在地農產品的加工廠，規模都很小。
在三級產業方面，以日常生活所需的零售及居家商業服務為主。近年來，南庄獨特的人文地理及原住民文化受到關注，加上地方政府透過舉辦大型活動的促銷，儼然已成為苗栗縣的觀光重鎮，也因此發展出多元化的觀光產業。

## 文化資產

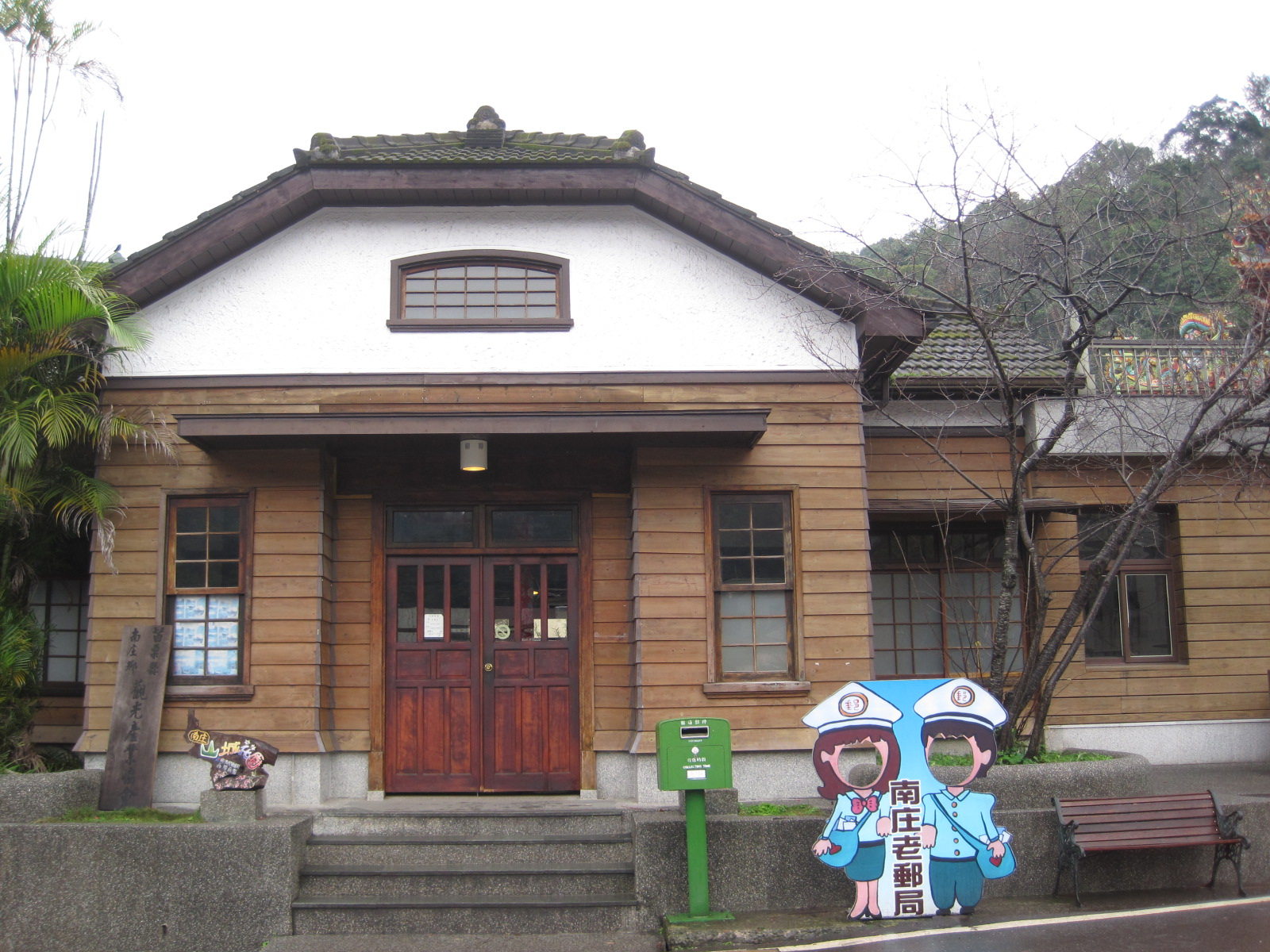
南庄郵便局

文化資產包括有形文化資產（古蹟、歷史建築）、無形文化資產（民俗及有關文物、傳統藝術）及文化景觀。依據苗栗縣政府國際文化觀光局告佈的資料，在有形文化資產方面，南庄鄉原登錄有3項歷史建築（南庄郵便局、林務局南庄鄉大同路宿舍及林務局南庄鄉東村宿舍）、1項民俗及有關文物（賽夏族巴斯達隘）。民國99年（2010年）4月29日，林務局2項歷史建築公告合併，名稱變更為「南庄鄉林務局東村宿舍群」。
南庄郵便局位於南庄街區，為苗栗縣歷史建築十景之一，於2003年10月23日公告為歷史建築。後方原有局長宿舍，因損壞嚴重，僅保留基座供後人認是日式建築的基礎配置。南庄郵便局創設於臺灣日治時期的明治三十三年（1900年），為三等郵便局，正式全名是「南庄郵便電信局」，但原有建築在昭和十年（1935年）毀於地震，之後重建現存廳舍建築。該建築公告為歷史建築後進行整修，於2005年完工。

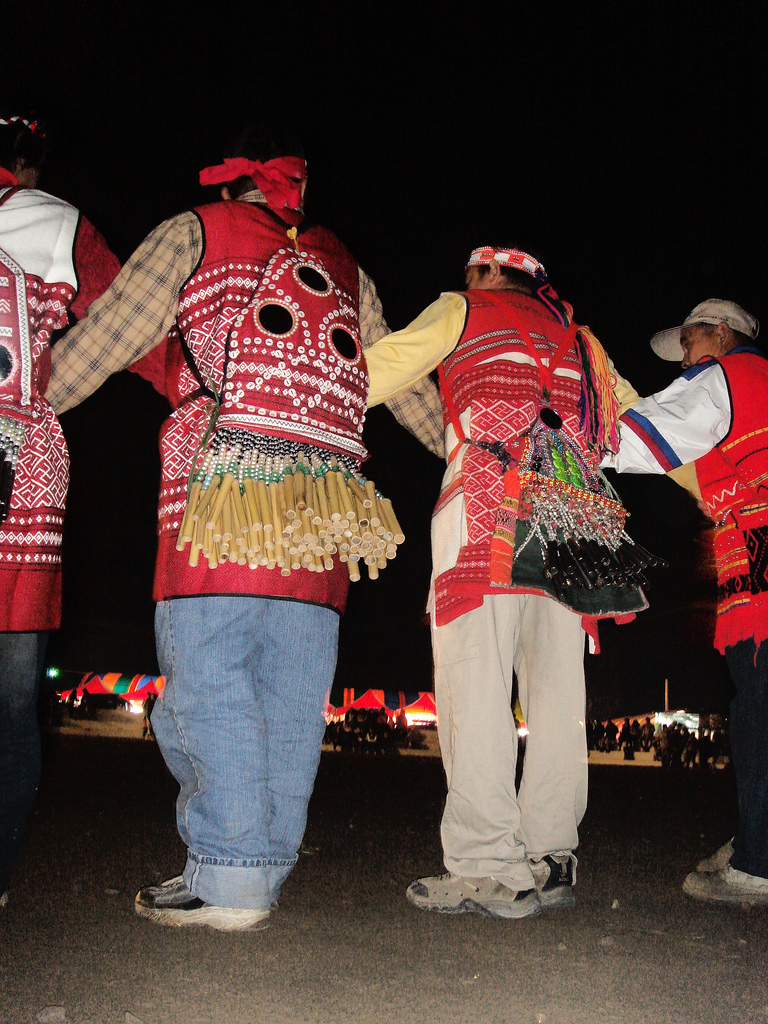
2006年向天湖巴斯達隘

巴斯達隘（paSta'ay）又稱矮靈祭，是原住民賽夏族的傳統祭典，每2年舉行一次，時間在收穫後的月圓前後。祭典依賽夏族分佈範圍而區分為南祭場及北祭場，前者在南庄鄉向天湖舉行，後者則在新竹縣五峰鄉大隘舉行。從前的巴斯達隘屬於族人高度私密性的儀式，不容許非親友的平地人參加。近年來由於政府單位與民間人士的介入，加上大眾傳播媒體報導，已逐漸失去神秘感。
南庄國中萬善爺義塚與南江水岸公園為南庄事件史蹟
。

## 教育
南庄鄉設有「南庄」一所國民中學，及「南庄」、「東河」、「南埔」、「蓬萊」、「田美」五所國民小學，均為公立學校。

### 國民中學
- 苗栗縣立南庄國民中學：位於東村南庄街區北側，是南庄鄉唯一一所國民中學，也是全鄉最高學府，創立於民國50年（1961年）8月，校園面積2.09公頃。106學年度（2017～2018年）全校共設9班，教職員工32人，學生198人，其中49%的學生為原住民（賽夏族與泰雅族），其餘以客家人居多。也有不少是新移民的子女。[34]。

### 國民小學

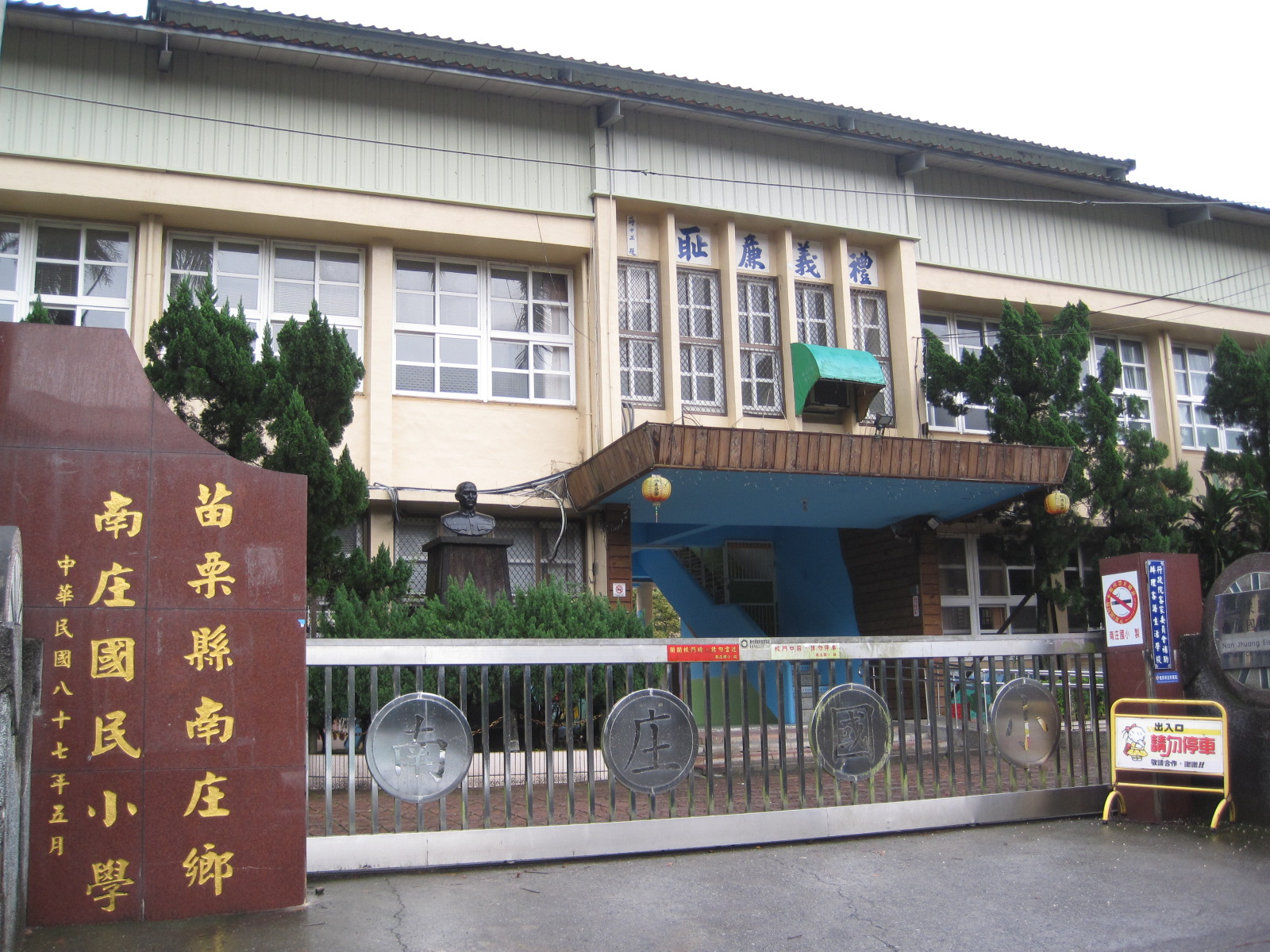
南庄國小

- 苗栗縣南庄鄉南庄國民小學：位於東村南庄街區中心，是鄉內歷史最悠久的小學。其前身為「南庄公學校」，創立於日治時期明治三十一年（1898年）12月8日，開校於次年1月28日 。昭和十七年（1942年）設「田尾分離教室」，次年改「分教場」。昭和二十年（1945年，民國34年）中華民國接管臺灣，改校名為「新竹縣南庄鄉南庄國民學校」，次年田美分教場獨立為「田美國民學校」。民國57年（1968年），配合九年國教的實施，兩校分別更名「南庄國民小學」、「田美國民小學」迄今[35]。

- 苗栗縣南庄鄉南埔國民小學：位於南富村西側近員林村邊界處，前身為「三灣公學校大南埔分校」，創立於大正七年（1918年）5月1日。大正十年（1921年）4月1日改制為「南庄公學校大南埔分校」。隔年3月27日獨立為「大南埔公學校」。民國34年改制為南埔國民學校，民國57年改制為南埔國民小學[36]。

- 苗栗縣南庄鄉東河國民小學：前身為「大東河蕃童教育所」，創立於明治四十二年（1910年）6月1日。大正九年（1920年）4月1日，改制為大東河教育所。昭和二十年（1945年，民國34年）中華民國接管臺灣，改制為新竹縣南庄鄉東河國民學校。民國39年（1950年），苗栗設縣，改名為苗栗縣南庄鄉東河國民學校。民國57年（1968年），配合九年國民義務教育更改校名為東河國民小學。民國59年（1970年）芙安颱風侵襲，校舍流失。民國61年（1972年）遷入現址[37]。

- 苗栗縣南庄鄉蓬萊國民小學：前身為「紅毛館蕃童教育所」，創立於大正十年（1921年）3月28日。昭和十二年（1937年）遷校至大湳派出所旁，改名為「大湳蕃童教育所」。昭和二十年（1945年，民國34年）中華民國接管臺灣，改制為新竹縣南庄鄉大湳國民學校。民國35年（1946年）9月26日校舍遭颱風催毀，遷至蓬萊村集會所臨時教室。隔年1月1日改名為新竹縣南庄鄉蓬萊國民學校，民國57年改制為蓬萊國民小學[38]。

- 苗栗縣南庄鄉田美國民小學

## 交通
省道台3線以南北向通過南庄鄉西北角的下員林地區，也是重要的聯外道路。由下員林往北越過中港溪不遠處會與縣道124號相接，續行隨即繞過三灣市區。再往北越過峨眉溪後，於頭份市珊瑚橋前與縣道124號分岔。在該處向西沿縣道124號及縣道124甲可通往國道1號的頭份交流道，於此上高速公路可快速前往南北各地。若在珊瑚橋前沿台3線續往北行，則可通往新竹縣的峨眉鄉、北埔鄉、竹東鎮等地，並可遠達桃園市、新北市山線地區。
由下員林沿省道台3線往南可達三灣鄉大河村、獅潭鄉，再往南行可於獅潭鄉南端的汶水接上省道台72線（後汶快速道路）前往苗栗縣中西部地區，亦可沿台3線續行前往大湖、卓蘭及台中市東勢、豐原等地，並可遠達中南部山線各地區。
縣道124號是南庄鄉另一條重要的聯外道路，也是南北貫穿鄉境西部精華地帶的鄉內交通要道。經由該道路向西北可經三灣市區連接省道台3線，其後路線即如上述與其共線至珊瑚橋前，分岔後往西續行至崎仔頭與支線縣道124甲線（國道1號頭份交流道聯絡道）相接，本線續行可前往頭份市區及竹南市區。
縣道124號在鄉內路段係沿中港溪－南河－八卦力溪右岸溯溪而行，一路經過獅頭山登山口、龍門口、田美（田尾）、南庄、蓬萊（紅毛館）及八卦力等，於鄉境西南端附近轉向西，於仰天湖附近進入獅潭鄉境。行經仙山南側後通往獅潭市區，隨後接回省道台3線舊線。
苗栗縣鄉道苗20線又稱「員林獅頭山道」，是本鄉北部的一條橫貫道路，西起省道台3線上的下員林，經小南埔、南富、四灣、水隴，過田美大橋後於龍門口接上縣道124號，左轉共線約150公尺後，右轉與縣道124號分岔，此後一路蜿蜒上獅頭山至勸化堂停車場旁山門止。
苗20線尚有多條支線，包括苗20-1線（大南埔通往芎蕉湖）、苗20-2線（龍門口東經嘟嚦口通往苗栗、新竹縣界）及苗20-3線（水隴經菜堂下、永興橋於桂竹林豐年橋接上縣道124號）。其中苗20-2線在縣界處連接新竹縣鄉道竹41線（峨眉－藤坪－縣界），合稱為「藤坪產業道路」，是獅頭山南北兩端的連絡道路。
苗21線是本鄉中部至東部大東河谷地的一條連絡道路，西起南庄市區，經東河後轉向南通往鹿場，是前往加里山登山訪勝必經之路。
南庄鄉的公路客運以苗栗客運為主，另有以景點接駁為主而由多家客運業者共同參與的台灣好行。苗栗客運在鄉境內的營運路線有5804（竹南東站－頭份－三灣－大南埔－南庄）、5805（竹南－頭份－三灣－獅頭山－南庄）、5805A（竹南－頭份－三灣－獅頭山－南庄，台灣好行南庄線。）、5806（竹南－頭份－三灣－大南埔－南庄）、5822（南庄－八卦力－仙山，部份班次行至八卦力止，部分班次加入台灣好行仙山線。）、5824（南庄－向天湖，部分班次加入台灣好行向天湖線。） 。

## 旅遊

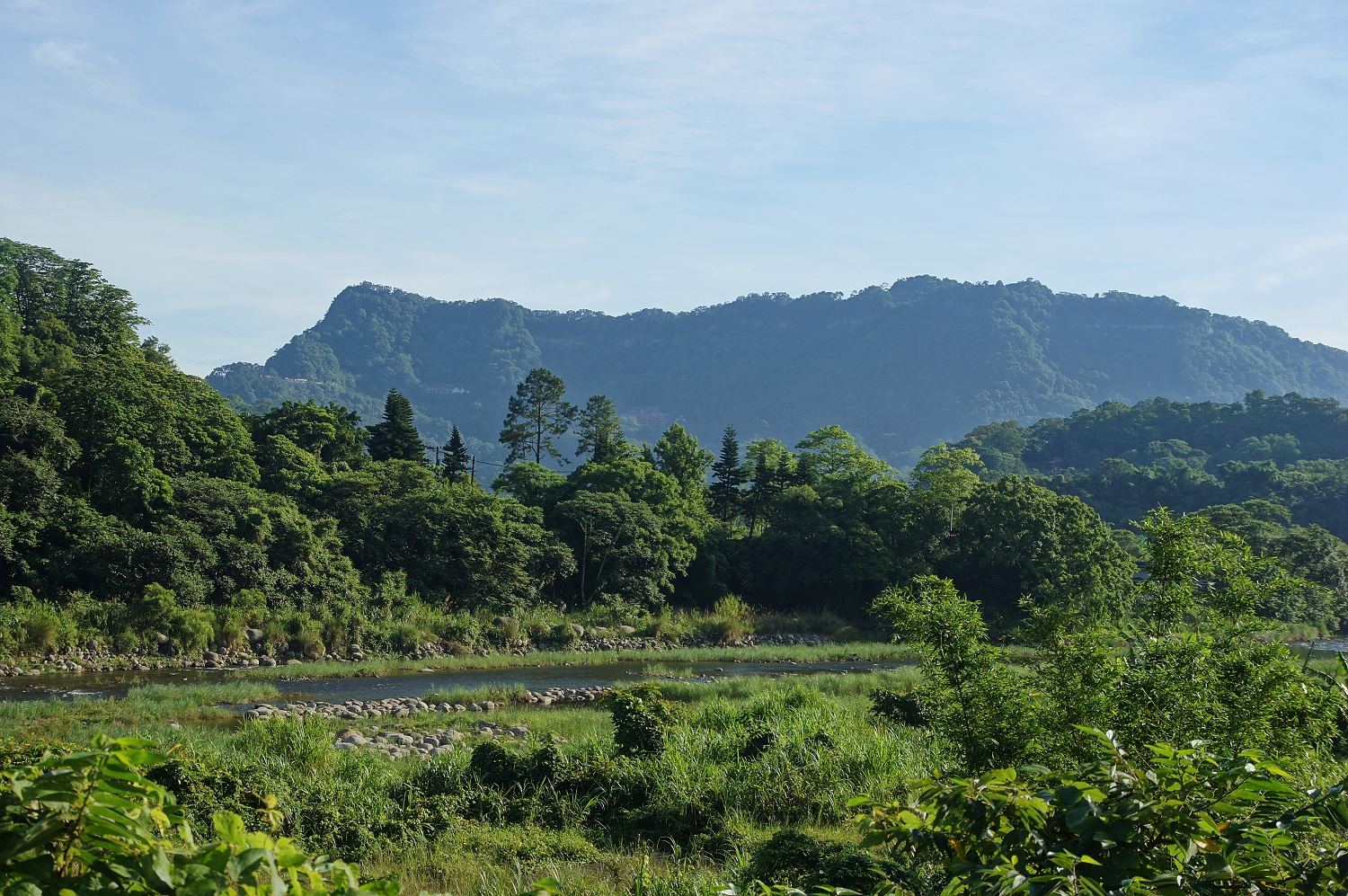
獅頭山

南庄鄉全境位於交通部觀光署所劃定的獅頭山風景區範圍內。該風景區與梨山風景區、八卦山風景區合稱參山國家風景區，以位於南庄鄉北部邊界的北台灣佛教、道教名山——獅頭山為基礎，範圍擴及南庄鄉全境，以及鄰近的三灣鄉、新竹縣峨眉鄉、北埔鄉、竹東鎮等鄉鎮的部分地區，總面積達24,221公頃。
獅頭山風景區大致可區分為北半部的「獅山遊憩區」及南半部的「南庄遊憩區」。獅山遊憩區除獅頭山地區外，其餘景點均在其他鄉鎮。南庄遊憩區則全部位於南庄鄉境內，主要的景點有南庄老街、蓬萊溪自然生態園區、向天湖、小東河登山步道、通安步道、八卦力部落、賽夏族民俗文物館、鹿場部落、加里山步道、橫屏背生態賞魚步道、風美溪與神仙谷、南江休閒農業區、石門步道、石壁染織工坊DIY、瓦祿產業文化館、峭壁雄風、東河瓦祿、南庄遊客中心與南庄山間情調咖啡。

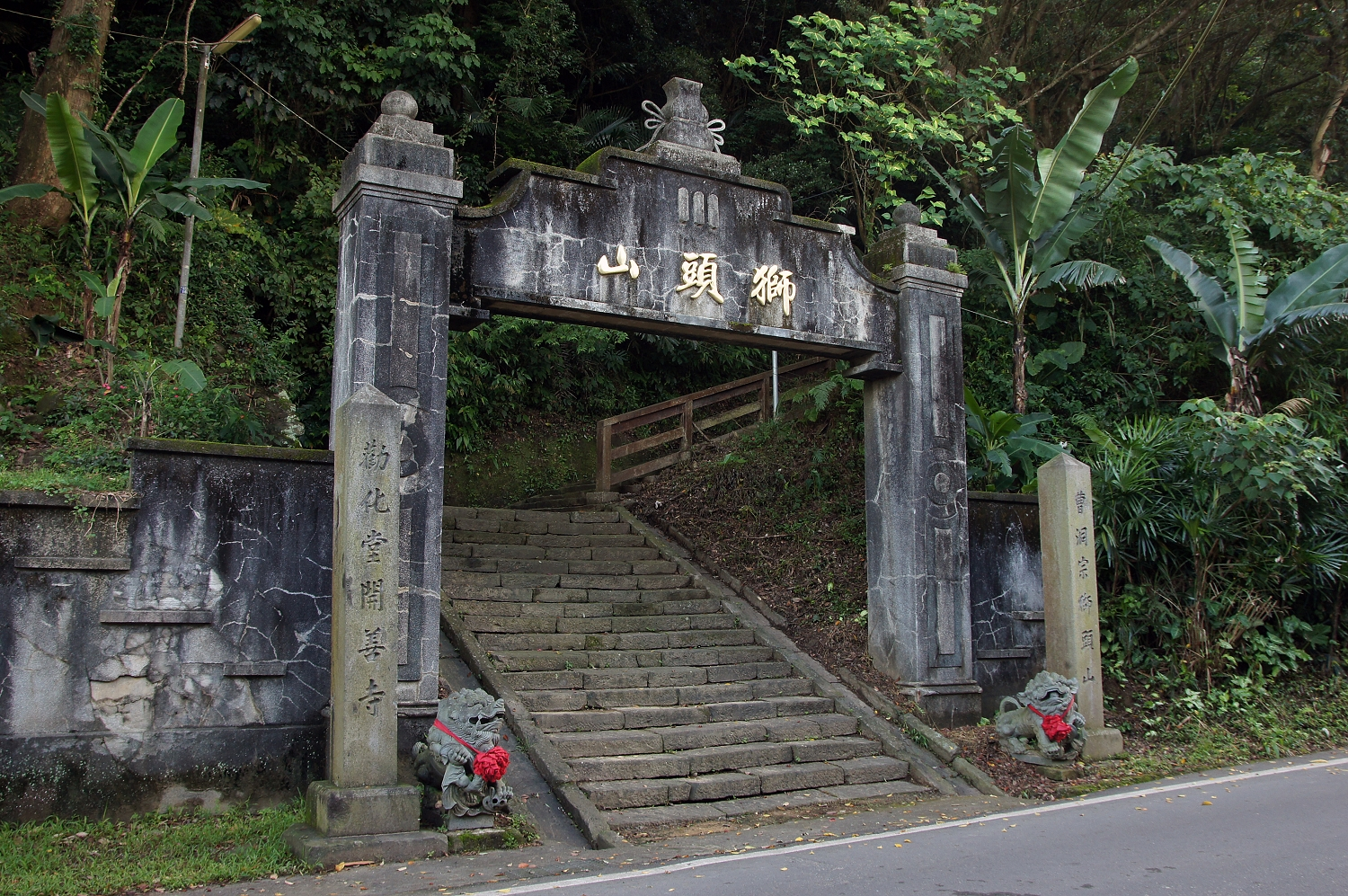
獅頭山南庄端登山口

獅頭山主峰峰頂海拔491公尺，位於南庄鄉北部與三灣鄉交界處，離峨眉鄉邊界甚近，為台灣小百岳之一。峰頂東側山區有南北向的古老步道（獅山古道），沿線由南（前山或獅頭，即南庄鄉端）而北（後山或獅尾，即峨眉鄉端）建有輔天宮、勸化堂（以上位於前山）、元光寺、覺然塔、海會庵、金剛寺、靈霞洞及萬佛庵等多座佛教、道教寺廟宮觀，共同形成知名的信徒朝聖地。2001年3月劃為國家風景區後，全面整修步道及各種休閒遊憩設施，並在後山設有「獅山遊客中心」，作為國家風景區的行政處所及解說站。
前山的寺廟除了古道旁的輔天宮、勸化堂外，尚有開善寺、舍利洞、饒益院三座。其中勸化堂建於明治三十年（1897年），是獅頭山寺廟群中文化最豐富、歷史最悠久的一座。

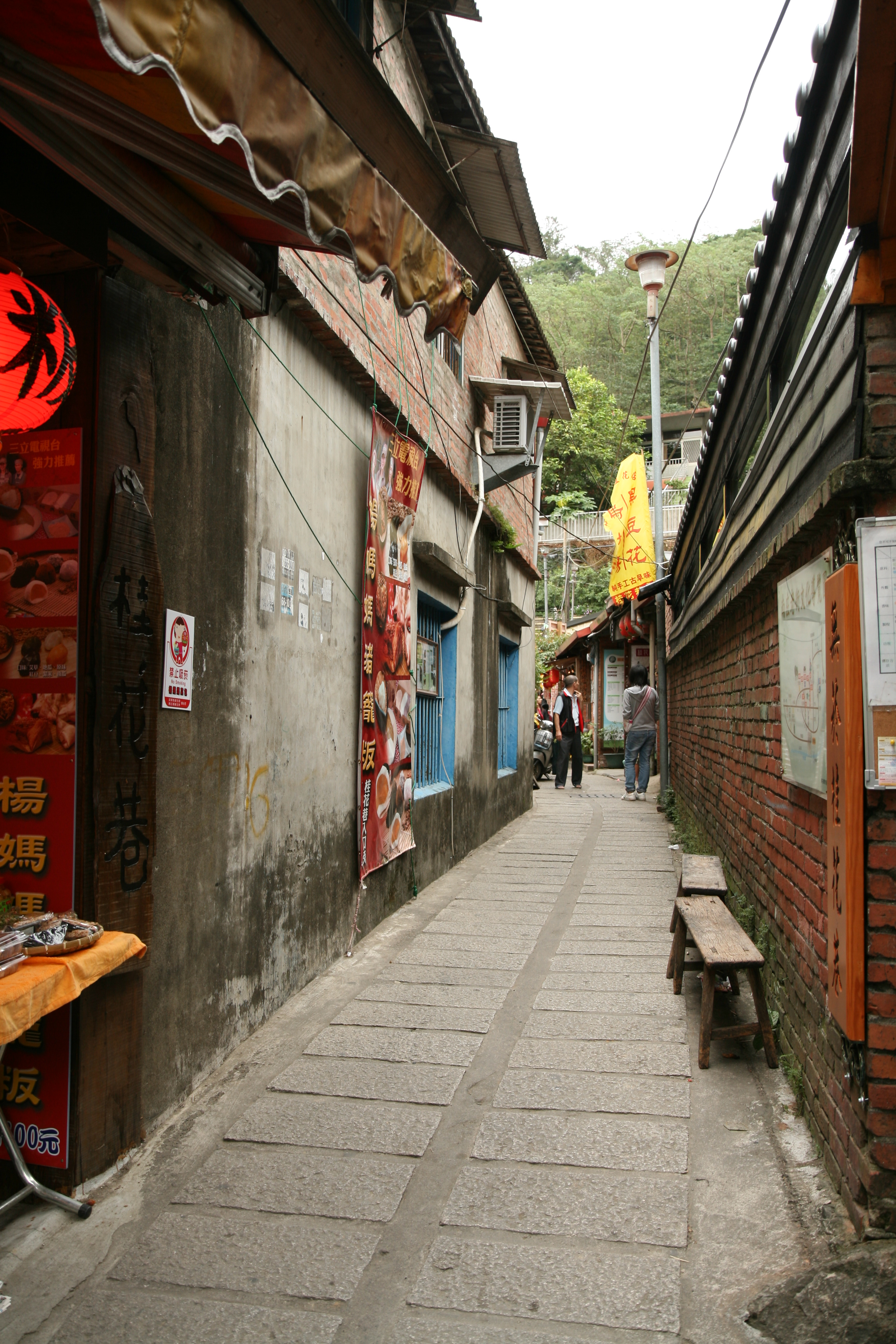
南庄老街桂花巷

南庄老街位於鄉治所在地南庄街區，範圍包括永昌宮附近的中正路及旁邊小巷。主要的景點有老郵局、乃木崎、桂花巷及洗衫坑等。其中桂花巷原本只是巷口一家麵店的名號，後來透過地方政府及當地居民的刻意營造，現已成為「桂花巷社區」。中港溪對岸有西村石爺廟。

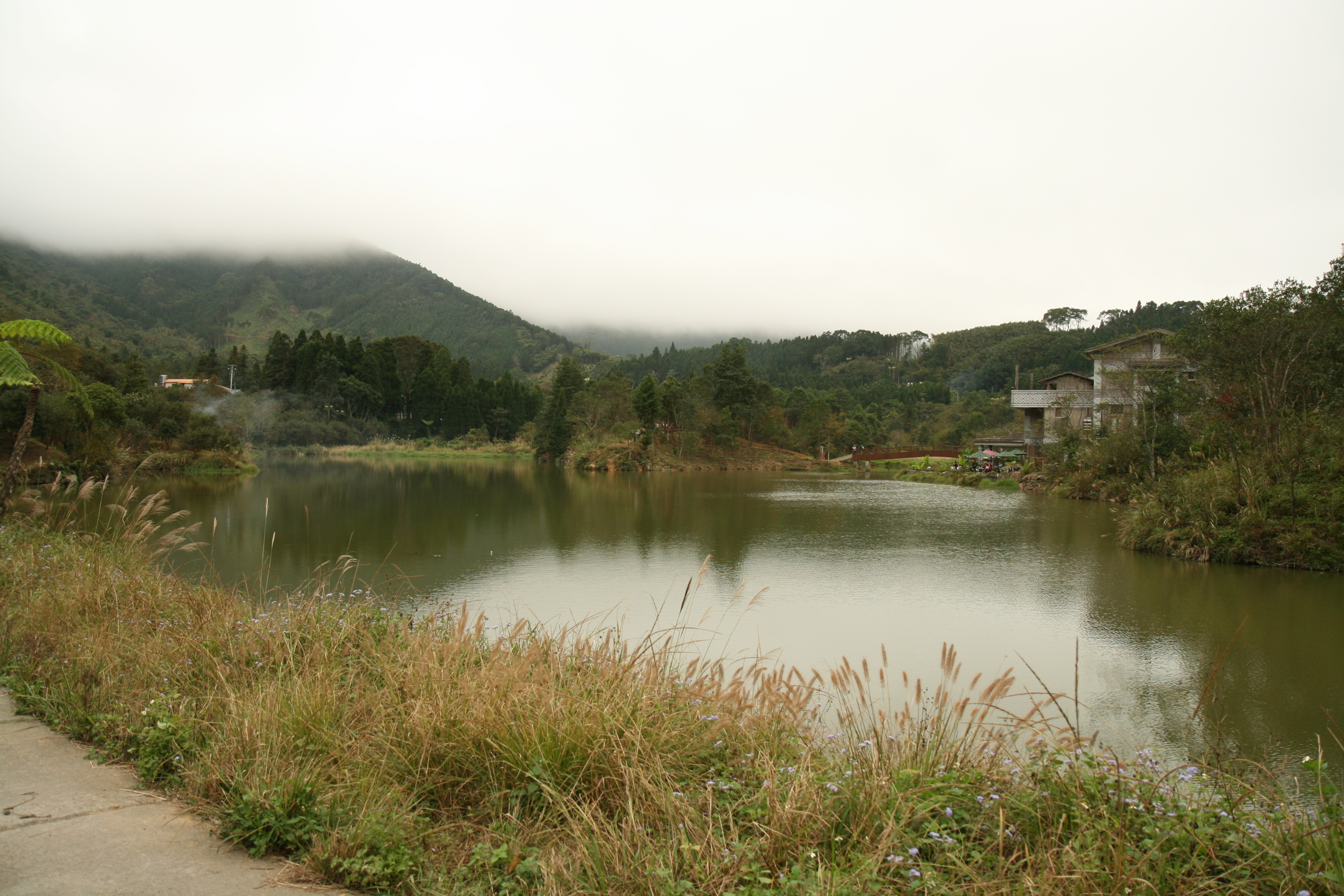
向天湖

向天湖位於東河村，是一個山中湖泊，海拔約738公尺。湖畔有一賽夏族部落，約二十餘戶、兩百餘人，算是賽夏族較大的部落之一。湖面有光天高山的倒映，景色優美。向天湖部落也是兩年一度的賽夏族矮靈祭南祭場所在地，設有賽夏族文物館。
南庄鄉全境多山，其中名列台灣小百岳的即有獅頭山、鵝公髻山、向天湖山與加里山4座，其餘知名山岳尚有鳥嘴山、神桌山、仙山、鹿場大山等。其中加里山海拔2,220公尺，有苗栗縣的母親山之稱，其登山口位於鹿場。
2016年，南庄及三義兩鄉同時通過「國際慢城認證」。

## 外部連結
- 苗栗縣南庄鄉公所全球資訊網（繁體中文）（页面存档备份，存于）
- 苗栗縣南庄鄉觀光產業協會（繁體中文）（页面存档备份，存于）
- 南庄山水悠遊行的Facebook專頁（繁體中文）
- 苗栗縣政府原住民族事務中心（繁體中文）（页面存档备份，存于）
- 苗栗縣政府原住民族事務中心的Facebook專頁（繁體中文）